# سبک‌ساز

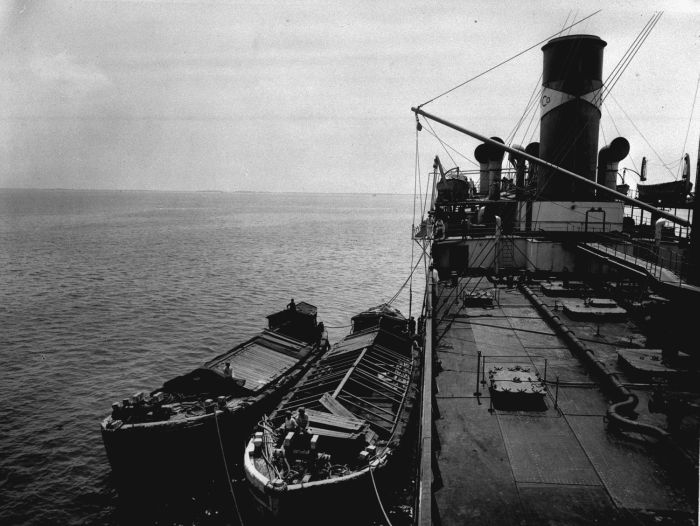
دو سبک‌ساز که در کنار کشتی پهلو گرفته‌اند. جاوه، در حدود سال ۱۹۲۵.

سبک‌ساز (به انگلیسی: lighter) نوعی دوبه است که از آن برای تخلیهٔ بخشی از بار و سبک‌سازی کشتی‌های اقیانوس‌پیمایی که به دلیل ارتفاع آبخور در بندرگاه می‌مانند و نمی‌توانند پهلو بگیرند استفاده می‌شود.
اقیانوس‌پیماها پس از سبک‌سازی آبخورشان کم شده و موفق به پهلوگیری می‌شوند.
به نوعی کشتی مجهز به جرثقیل دروازه‌ای که در آن سبک‌سازهای بارگیری‌شده را با بلند کردن یا شناورسازی، بارگیری و جابه‌جا می‌کنند، کشتی‌های سبک‌سازبَر می‌گویند.